# Llanos
Llanos (špansko Los Llanos, »Planote«; špansko: [los ˈʝanos]) je obsežna tropska travnata planota na vzhodnem delu Andov v Kolumbiji in Venezueli na severozahodu Južne Amerike. Je ekoregija tropskih in subtropskih travišč, savan in makije.
Običajno so to stepam podobne travnate nižine, ki običajno niso porasle z drevesi, raztezajo pa se od Andov na zahodu do reke Guaviara in Amazonskega deževnega gozda na jugu ter segajo vse do spodnjega toka reke Orinoko in Gvajanskega višavja na vzhodu. Llanos so pomembna živinorejska pokrajina, območje, ki ga pokriva pa meri okoli 570.000 km². Zavarovana območja obsegajo 105,323 km² (28%).
Gospodarski pomen pokrajine se je močno povečal, ko so v venezuelskih llanosih odkrili nafto.

## Geografija
Llanos zaseda planoto, ki se razteza večinoma v smeri vzhod - zahod. Na zahodu in severozahodu ekoregijo omejujejo Andi, na severu pa venezuelsko obalno območje. Gvajansko višavje je na jugovzhodu, vlažni gozdovi Negro-Branco pa na jugozahodu. Na vzhodu mokrišča Orinoka in močvirni gozdovi zasedajo delto Orinoka.
Glavna reka Llanosa je Orinoko, ki teče od zahoda proti vzhodu skozi ekoregijo in je del meje med Kolumbijo in Venezuelo. Orinoko je glavni rečni sistem Venezuele.

## Podnebje
Ekoregija ima podnebje tropske savane. Padavine so zelo sezonske, z deževno sezono od maja do novembra in sušno sezono med decembrom in aprilom. Najbolj vlažna meseca sta običajno junij in julij. Padavine se razlikujejo po ekoregiji, od do 2500 mm na leto na jugozahodu, 1200 do 1600 mm v državi Apure in od 800 do 1200 mm na leto v Llanosu v državi Monagas na severovzhodu. Povprečna letna temperatura je 27 °C, povprečna mesečna temperatura se skozi leto malo spreminja; meseci z najnižjo temperaturo (junij, julij, december in januar) so le za 2º hladnejši od najbolj vročih mesecev.

## Rastlinstvo
Rastlinske združbe v Llanosu vključujejo odprte travnike, savane z raztresenimi drevesi ali gručami dreves in majhna območja gozdov, običajno galerijskih gozdov ob rekah in potokih. Tam so sezonsko poplavljena travišča in savane (llano bajo) ter travniki in savane, ki ostanejo suhi skozi vse leto (llano alto).
Za travišča in savane llano alto so značilne trave in grmičevje višine 30–100 cm, ki tvorijo šope na razdalji 10 do 30 cm. Tla so običajno peščena in revna s hranili. Llano alto pokriva približno dve tretjini venezuelskih llanosov in je zelo razširjen tudi v kolumbijskih llanosih. Prevladujejo trave iz rodu Trachypogon, vrste pa so Trachypogon plumosus, T. vestitus, Axonopus canescens, A. anceps, Andropogon selloanus, Aristida spp., Leptocoryphium lanatum, Paspalum carinatum, Sporobolus indicus in  S. cubensis in ostričevke rodov Rhynchospora in Bulbostylis. Grmičevje in zelišča so najpogosteje stročnice iz rodov Mimosa, Cassia, Desmodium, Eriosema, Galactia, Indigofera, Phaseolus, Stylosanthes, Tephrosia in Zornia. Najpogostejša so drevesa manteco (Byrsonima crassifolia), chaparro (Curatella americana) in alcornoque (Bowdichia virgilioides), ki rastejo bodisi kot razpršena drevesa bodisi v gozdnih zaplatah, znanih kot matas, ki segajo na območju od 12 metrov v premeru do enega hektarja.
V deževni sezoni od maja do oktobra lahko dele Llanosa poplavi do meter visoko. To spremeni nekatere savane in travišča v začasna mokrišča, primerljiva s Pantanalom v osrednji Južni Ameriki. Ta poplava ustvarja tudi habitat za vodne ptice in druge prostoživeče živali. Ta sezonsko poplavljena travišča in savane, znana kot llano bajo, imajo običajno bogatejša tla. Zanje je značilna trava Paspalum fasciculatum. Drevesa vključujejo palmo Copernicia tectorum in galerijske gozdne vrste.
Galerijski gozdovi so zimzeleni sezonsko poplavni gozdovi in pollistni gozdovi na višjih tleh. Morichales so sezonsko poplavljeni gozdovi, za katere je značilna palma moriche (buriti) (Mauritia flexuosa). Vegas so sezonsko poplavljeni zimzeleni gozdovi, ki jih najdemo ob Orinoku in njegovih pritokih. Drevesa tvorijo krošnje od 8 do 20 metrov visoko in vključujejo Inga spp., Combretum frangulifolium, Gustavia augusta, Pterocarpus sp., Etaballia dubia, Spondias mombin in Copaifera pubiflora.
Pollistni gozdovi se pojavljajo nad nivojem poplav in tvorijo krošnje, visoke od 12 do 15 metrov. Navadna drevesa so Tabebuia billbergii, Godmania aesculifolia, Cassia moschata, Spondias mombin, Copaifera pubiflora, Bourreria cumanensis, Cordia spp., Bursera simaruba, Cochlospermum vitifolium, Hura crepitans in Acacia glomerosa.
Matorrales je listopadno in pollistno grmovje, visoko od 5 do 8 metrov, ki pokriva velika območja v osrednjem venezuelskem llanosu in so lahko oblika sekundarne vegetacije na območjih, ki so bila prej suh listopadni gozd. Tipični grmi so Bourreria cumanensis, Randia aculeata, Godmania aesculifolia, Pereskia guamacho, Prosopis spp., Xylosma benthamii, Erytroxylum sp. in Cereus hexagonus. 

## Živalstvo
Med sesalce travnikov in savan spadajo belorepi jeleni (Odocoileus virginianus), veliki mravljinčar (Myrmecophaga tridactyla), kapibara (Hydrochoerus hydrochaeris), veliki pasavec (Priodontes maximus), vzhodni kunec (Syldonus's'cophaeris), Alstonova bombažna podgana (S. hispidus), Zygodontomys brevicauda in Oecomys bicolor.
V galerijskih gozdovih živijo raznovrstnejši veliki in srednje veliki sesalci, vključno pekari z ovratnikom (Tayassu tajacu), belousti pekari (T. pecari), brazilski tapir (Tapirus terrestris), belorepi jelen, rdeči jelen Mazama americana, gvajanski kapucin Cebus olivaceus, rdeči vriskač (Alouatta seniculus), veliki glodavci, kot so paca (Cuniculus paca), aguti (Dasyprocta spp.) in brazilski ježek (Coendou prehensilis) in velike mačke, kot npr. puma (Puma concolor), jaguar (Panthera onca) in ozelot (Leopardus pardalis). Ogrožena orjaška vidra (Pteronura brasiliensis) živi ob Orinoku in njegovih pritokih.
Nekateri največji jaguarji na svetu so v Llanosih, s povprečno težo več kot 100 kg za samce.
Llanoški dolgonosi pasavec (Dasypus sabanicola) in kratkorepi oposum Monodelphis orinoci sta endemična za Llanos.
V mokriščih živi okoli 70 vrst vodnih ptic, vključno s škrlatnim ibisom (Eudocimus ruber). Velik del razširjenosti ostrorepega ibisa (Cerbibis oxycerca) in belobrade muharice (Phelpsia inornata) je v Llanosu.
Domači plazilci so orinoški krokodil (Crocodylus intermedius), kajman očalar (Caiman crocodilus), zelena anakonda (Eunectes murinus) in želve Arrau (Podocnemis expansa), ki živijo v mokriščih ekoregije.
- Skupina kapibar v Hato La Fe v Venezueli
- Kajman očalar, reka Guaratico, Venezuela

## Avtohtoni prebivalci
Avtohtona ljudstva Llanosa so Guahibo v zahodnem Llanosu v Kolumbiji in Venezueli ter Yaruro v vzhodnem Llanosu v Venezueli.

## Govedoreja in kmetovanje
Primarna gospodarska dejavnost v Llanosu od španske kolonialne dobe je vzreja milijonov goveda. Akvarel Manuela Maríe Paza iz leta 1856 prikazuje redko poseljene odprte pašnike z živino in palmami. Izraz llanero je postal sinonim za kravje pastirje, ki so skrbeli za črede in ima nekaj kulturnih podobnosti z gaučom iz pamp ali vaqueros - kavboj španskega in mehiškega Teksasa.
Desetletja ekstenzivne govedoreje so spremenila ekologijo Llanosa. Travišča in savane se pogosto požigajo, da bi bile bolj primerne za pašo ter uničujejo drevesa in grmovnice. Tujerodne trave so bile uvedene za krmo za govedo, vključno z afriško travo Melinis minutiflora in zdaj pokrivajo velike površine.
Kmetijstvo, zlasti riž in koruza, zdaj pokrivata obsežna območja, vključno z riževimi polji na nekdanjih sezonskih mokriščih.

## Nafta in plin
V Los Llanosu sta vladi Venezuele in Kolumbije razvili močno naftno in plinsko industrijo v conah Arauca, Casanare, Guárico, Anzoátegui, Apure in Monagas. Orinoški pas, ki je v celoti na ozemlju Venezuele, je sestavljen iz velikih nahajališč izjemno težke surove nafte (naftni pesek). Naftni pesek Orinoškega pasu je znan kot eden največjih, za oljnim peskom Athabasca v Alberti v Kanadi. Venezuelska nekonvencionalna nahajališča nafte v višini približno 1200 milijard sodčkov (1,9 × 10¹¹ m³), ki jih najdemo predvsem v naftnem pesku Orinoco, so ocenjena na približno enake svetovnim zalogam konvencionalne nafte.

## Zavarovana območja
Ocena iz leta 2017 je pokazala, da je 105.323 km² ali 28 % ekoregije v zavarovanih območjih. Zavarovana območja so narodni park Aguaro-Guariquito (5857,5 km²), narodni park Cinaruco-Capanaparo (5843,68 km²), rezervat Tortuga Arrau (98,56 km²) in zavetje divjih živali Caño Guaritico (93,0 km², narodni park El Tuparoela) 5549,08 km²) v Kolumbiji.

## Galerija
- Kolumbija
- Venezuela
- Reka Guaratico blizu Mantecala, Venezuela
- Turistični kovinski bongo na reki Guaratico
- Raven, obsežen Llanos
- Mokra sezona
- Sončni zahod
- Sledi nevihte

## Mesta v Llanosu

### V Kolumbiji
Acacías, Arauca, Arauca, Gaviotas, Maní, Casanare, Orocué, Paz de Ariporo, Puerto Carreño, Inírida, Puerto López, Meta, San José del Guaviare, Saravena, Tame, Villavicencio, Yopal, Fortul.

### V Venezueli
Acarigua, Barinas, Calabozo, Caripito, El Tigre, Guanare, Maturín, Puerto Ayacucho, Sabaneta, San Carlos, San Fernando de Apure, Tucupita, Valle de la Pascua.